# رهبر اس‌اس و پلیس
رهبر اس‌اس و پلیس (آلمانی: SS- und Polizeiführer) عنوانی بود که به آن دسته از مقامات رسمی نازی که فرماندهی واحدهای بزرگی از اس‌اس، گشتاپو یا پلیس را در آلمان نازی به عهده داشتند گفته می‌شد.این  رهبران خود به سه دسته تقسیم می‌شدند:
- رهبر اس‌اس و پلیس (آلمانی: SS- und Polizeiführer)
- رهبر ارشد اس‌اس و پلیس (آلمانی: Höherer SS- und Polizeiführer
- رهبر عالی اس‌اس و پلیس (آلمانی: Höchster SS- und Polizeiführer

## تاریخچه
اولین رهبران اس‌اس و پلیس در سال ۱۹۳۷ تعیین شدند.هدف از ایجاد این مقام، امکان دستور مستقیم به هر یک از واحدهای اس‌اس و پلیس در یک منطقه جغرافیایی مشخص بود.این افراد عالی‌ترین مقام اس‌اس و پلیس در آن منطقه محسوب می‌شدند و تنها به آدولف هیتلر و هاینریش هیملر پاسخگو بودند.واحدهای تحت‌نظر آن‌ها تمامی شاخه‌های اس‌اس، از جمله اورپو، گشتاپو، اس‌اس-تی‌وی، اس دی و واحدهای مشخص وافن اس‌اس را شامل می‌شد.

## جنایات علیه بشریت
یکی از بدنام‌ترین‌ها در بین این افراد کسانی بودند که فرماندهی جوخه‌های مرگ آینزاتس‌گروپن را بر عهده داشتند.با نزدیک شدن به پایان جنگ جهانی دوم، بسیاری از این افراد که در لهستان و شوروی فعالیت می‌کردند، به جرم جنایت جنگی تحت‌تعقیب قرار گرفتند.شمار زیادی از رهبران اس‌اس و پلیس پیش از دستگیری خودکشی کردند.
رهبران اس‌اس و پلیس وظیفه سرپرستی گتوها را نیز بر عهده داشتند و در امر انتقال افراد به اردوگاه‌های مرگ نیز با اداره اصلی امنیت رایش همکاری می‌کردند.

## اواخر جنگ
در سال‌های ۱۹۴۴ و ۱۹۴۵ شمار زیادی از این رهبران توسط هاینریش هیملر به درجه ژنرالی در وافن اس‌اس ارتقا یافتند.این کار به‌دلیل ایجاد مصونیت برای این افراد طبق قوانین جنگ کنوانسیون لاهه انجام شد.

## رهبران مشهور
رهبران عالی اس‌اس و پلیس
- کارل ولف – "ایتالیا"
- هانس-آدولف پروتسمان – "اوکراین"

رهبران ارشد اس‌اس و پلیس
- هرمان برندس – صربستان و مونته‌نگرو
- اودو فون وویرش – "الب"
- کارل اوبرگ – فرانسه
- ارنست کالتنبرنر – دانوب
- کارل هرمان فرانک – بوهم و موراویا
- فریدریش یکلن – شمال روسیه
- ریشارد هیلدبرانت – دریای سیاه
- اروین روزنر – آلپنلند
- اودیلو گلوبوکنیک – ساحل دریای آدریاتیک
- هانس راوتر – هلند
- اریش فون دم باخ-زلوسکی – مرکز روسیه
- ویلهلم ردیس – نروژ
- گونتر پانکه – دانمارک
- یورگن اشتروپ, سپس والتر شیمانا, سپس هرمان فرانتس – یونان
- فریدریش ویلهلم کروگر, سپس ویلهلم کوپه – دولت عمومی (لهستان)
- کارل فون ابرشتاین – مونیخ
- فرانتس اشتاهلکر – استونی، لتونی، لیتوانی و بلاروس

رهبر اس‌اس و پلیس
- یورگن اشتروپ – ورشو
- یولیان شرنر – کراکوف
- اودیلو گلوبوکنیک – لوبلین